# Josep Potellas i Casals
Josep Potellas i Casals (Sallent, 14 de novembre de 1889 - 24 de novembre de 1984) fou mossèn, organista, compositor i director de coral.
Va començar els estudis amb Josep Mercadal "Ramonet", músic fundador de l'Orfeó Sallentí. Va fundar i dirigir l'Escolania Nostra Senyora de Montserrat de Sallent des del 1915 fins al 1971. També va ser director de l'Orfeó Sallentí, amb el qual es va situar a l'elit catalana del cant coral fent tres actuacions al Palau de la Música Catalana i compartint escenari amb l'Orfeó Català.
Va compondre molts cants per a coral, sardanes i cançons de caramelles. Des de 1983, un carrer de Sallent porta el seu nom.
Cal destacar, també, el recull de material que va fer Potellas per a l'Obra del Cançoner Popular de Catalunya sobre composicions de Sallent, que va presentar a la Festa de la Música Catalana.